# Llac Bianco
El llac Bianco és un embassament situat al coll de Bernina, al cantó suís dels Grisons. Es troba a una alçada de 2.234 m, i té una longitud de 2,85 km, una superfície d'1,50 km² i una profunditat màxima de 53 m. L'embassament actual es va formar amb la construcció de dues preses (Scala i Arlas) als extrems sud i nord.

## Geografia
El llac actual desaigua cap al sud, igual que els seus dos llacs precursors, i les seves aigües acaben arribant a l'Adriàtic a través dels rius Poschiavino, Adda i Po. Per contra, el Lej Nair, just sota la presa del nord, desaigua al nord al Mar Negre a través dels rius Inn i Danubi.
El cim de la línia ferroviària Bernina, que és la via fèrria d'encreuament de muntanya més alta d'Europa, corre al llarg del costat est del llac, amb l'estació Ospizio Bernina aproximadament al punt mitjà. La carretera que creua el pas de Bernina (Hauptstrasse 29) segueix una ruta més alta al mateix costat del llac. La major part del llac es troba dins del municipi de Poschiavo, encara que la secció més al nord i la presa del nord es troben dins del municipi de Pontresina.

## Embassament
L'embassament del llac Bianco es va crear entre 1910 i 1911 per proporcionar un subministrament constant d'aigua a una sèrie de centrals hidroelèctriques a la Vall de Poschiavo. Té un volum màxim de 18,6 milions de metres cúbics. Al principi, l'aigua s'abocava als cursos d'aigua naturals fins a la presa de la central de Cavaglia, que alimentava la central de Robbia a San Carlo. No obstant això, el 1927 es van construir dues centrals elèctriques entre el llac i Cavaglia. La més alta, la central de Palü, situada al llac Palü, s'alimenta actualment d'una canonada procedent de l'extrem sud de l'embassament.
 Actualment es proposa construir un sistema d'emmagatzematge per bombament basat en el llac Bianco i el llac de Poschiavo a uns 1.270 metres de profunditat. Això implicaria la creació d'un túnel de 18,1 quilòmetres de llarg al llarg del costat occidental de la vall de Poschiavo, seguit d'un pou de 2,4 quilòmetres de llarg fins a una central elèctrica subterrània a la vora del Llac di Poschiavo.
Aquesta central tindria una capacitat total instal·lada de 1.000 MW i consumiria electricitat per bombar aigua al nivell superior en moments de baixa demanda i alliberar aigua per generar electricitat en moments d'alta demanda. El projecte implicaria l'elevació de les preses dels dos extrems del llac Bianco a 4,35 metres. Les autoritats cantonals han donat el seu consentiment formal a la proposta, però a partir del 2016 es creu que no és viable des del punt de vista financer.

## Galeria

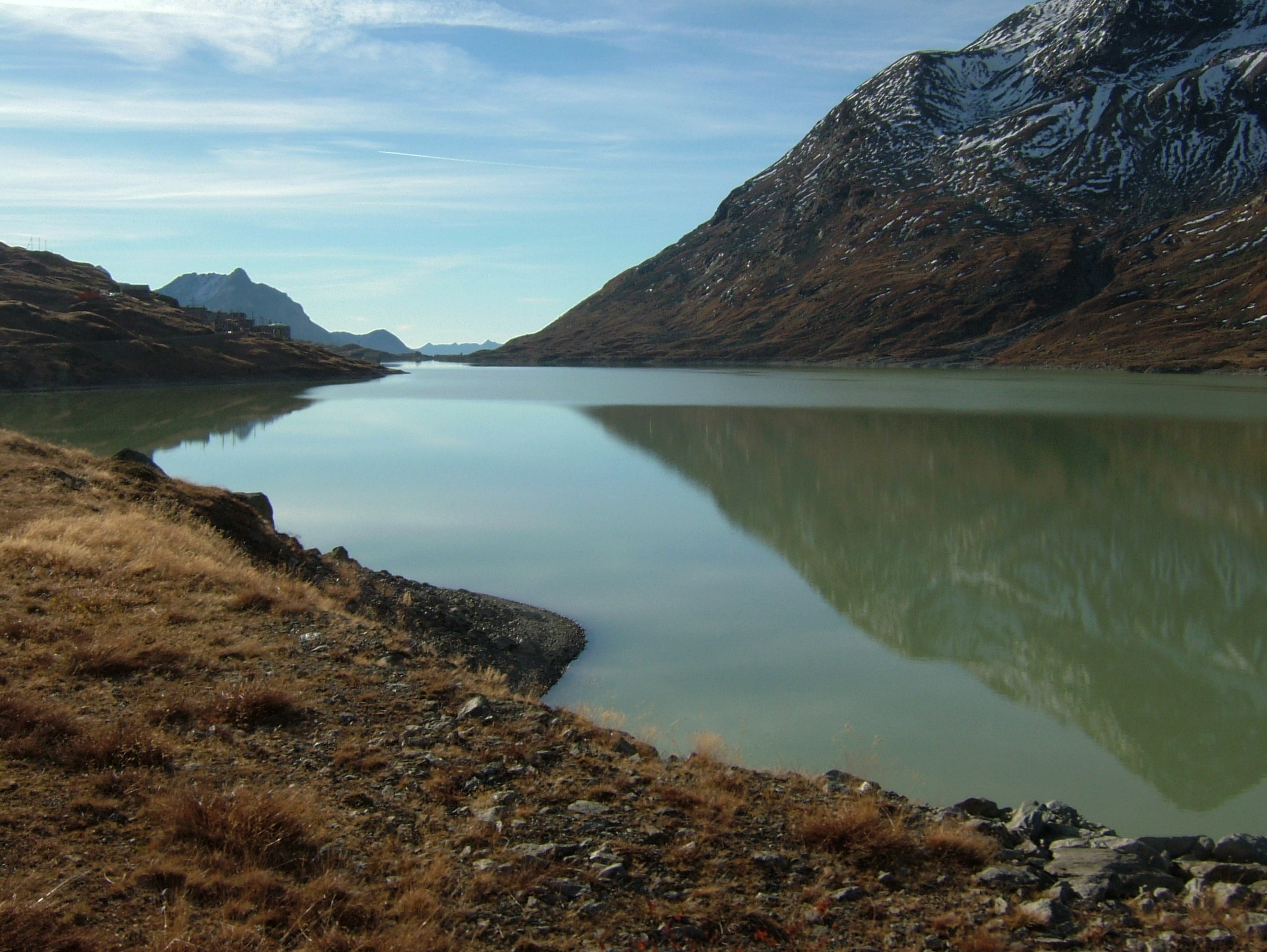
La costa del llac
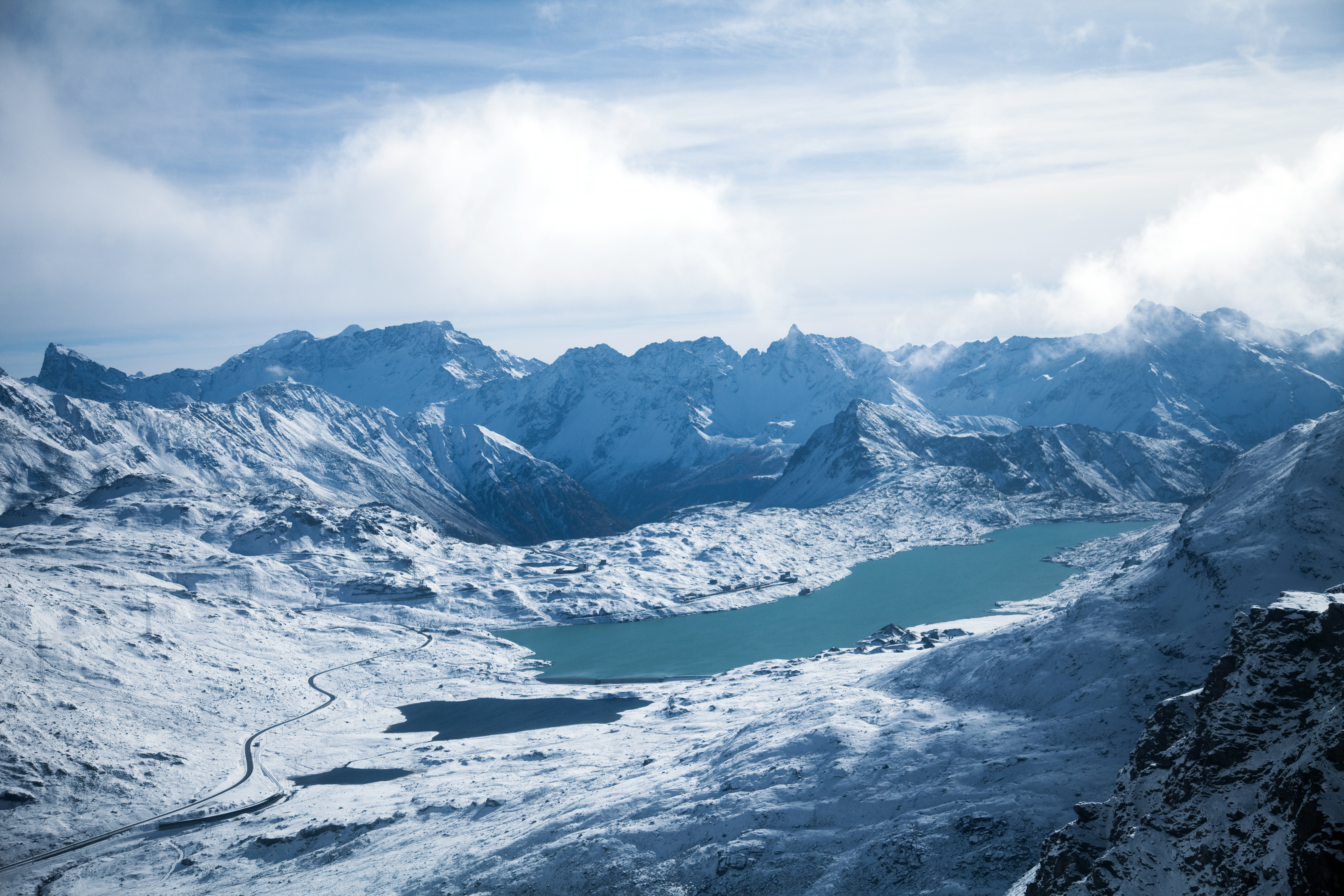
Vista del llac Bianco des del telefèric de Diavolezza
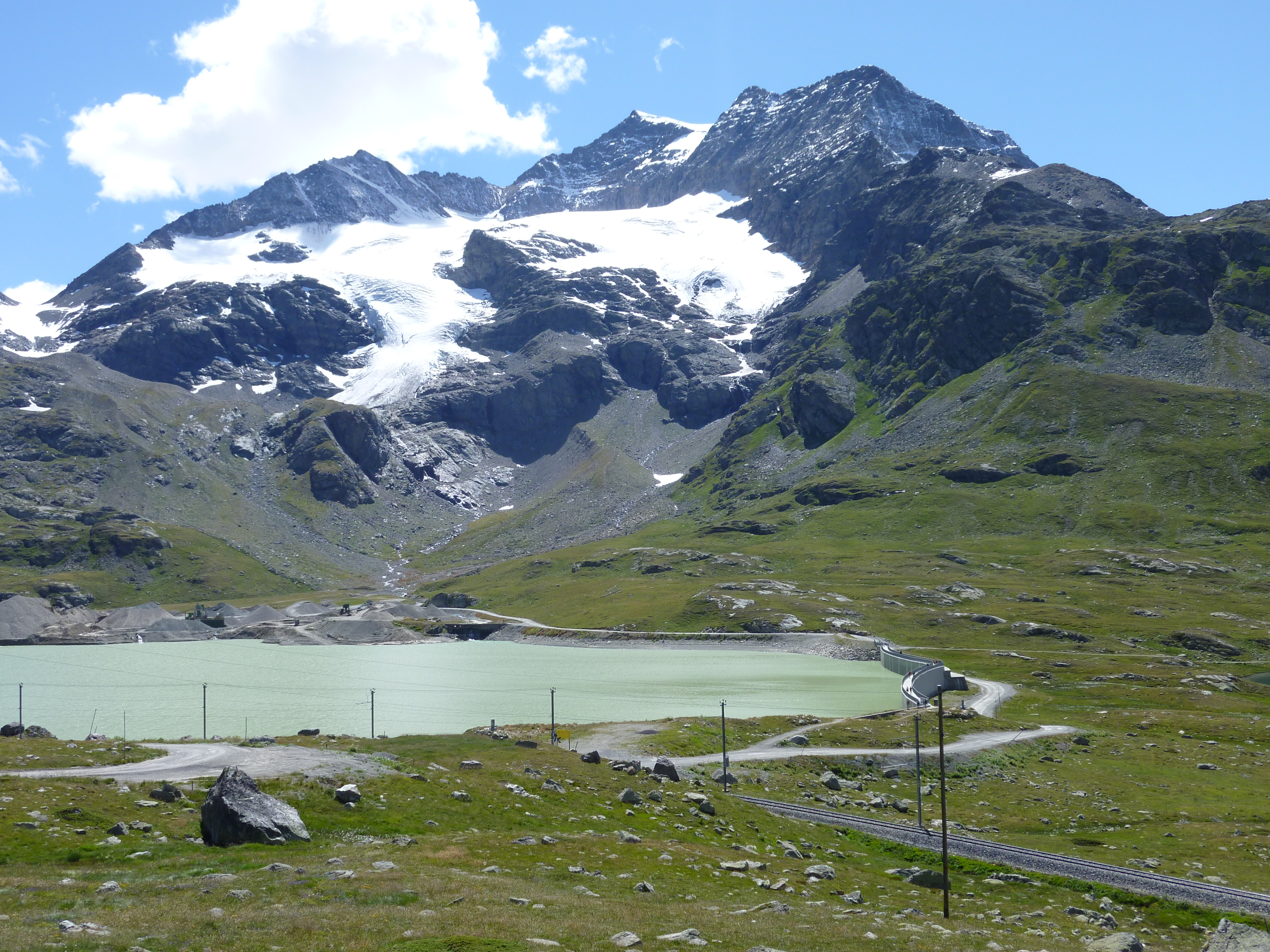
Presa nord (Arlas)
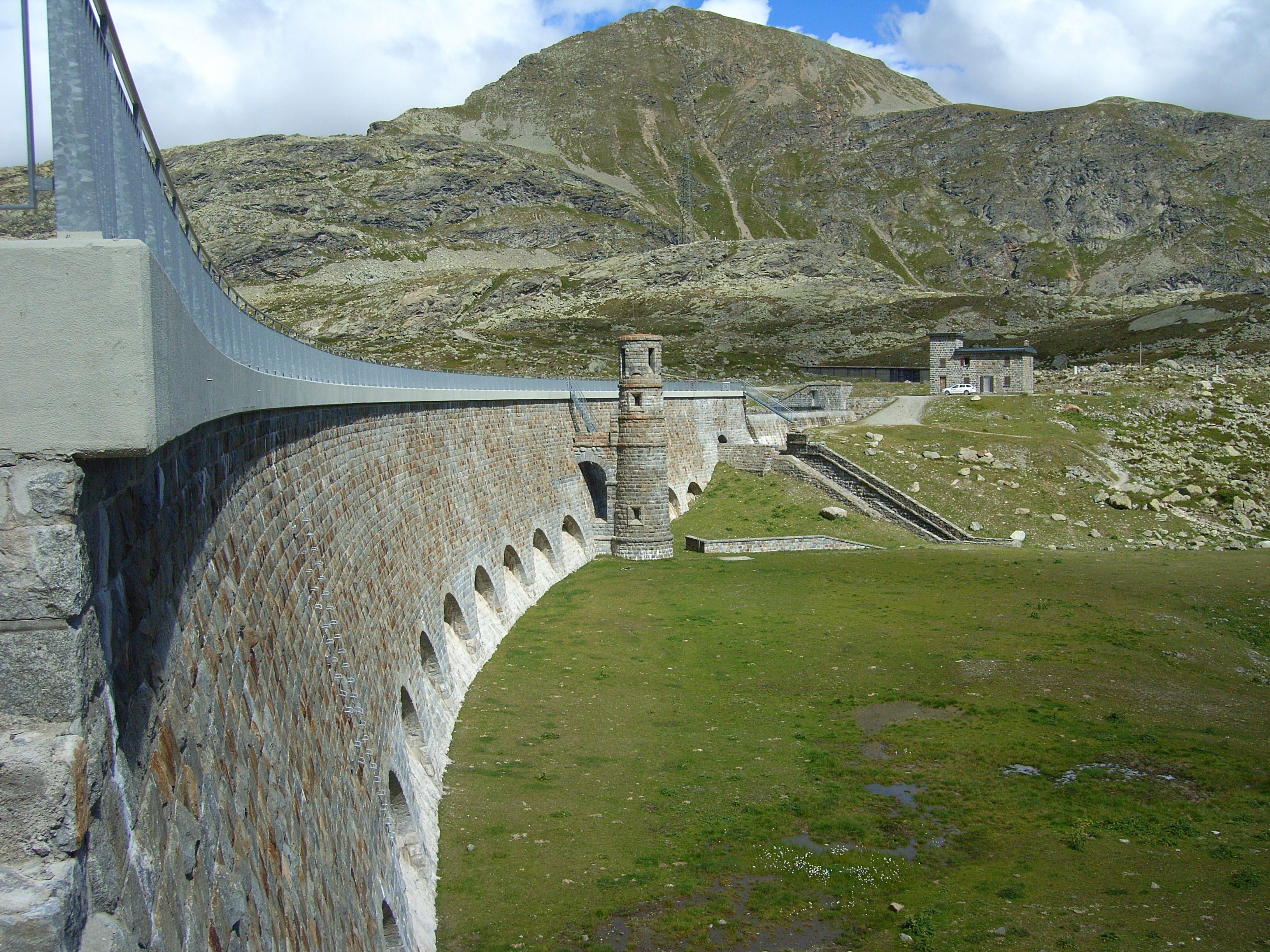
Presa del sud (Scala)